# アナスタシア号
アナスタシアは、信濃川ウォーターシャトルの旅客船である。

## 概要
日本海交流の観点から歴史的・経済的に関係の深いロシアに馴染みのある名称を選択したのが命名の由来。アルファベットでAから始まる『アナスタシア』にはギリシャ語を語源とする「復活」の意味があり、アナスタシア号で舟運を復活させようという意味合いを込めた。